# The Face at the Window (film 1910)
The Face at the Window è un cortometraggio muto del 1910 diretto da David W. Griffith. Prodotto e distribuito dalla Biograph Company, il film uscì nelle sale cinematografiche degli Stati Uniti il 16 giugno 1910.

## Trama
Ralph Bradford, unico figlio di un padre vedovo, è amato e coccolato dal padre che vede per lui un futuro luminoso. Lo fa studiare in una delle migliori università e, com'è tradizione, al giovane, dopo la laurea, viene consegnato un boccale con il suo nome che lo indica membro del Club dei Graduati, un boccale che, da quel momento in poi, sarà solo suo e che sarà conservato nel club.
Ralph frequenta spesso un pittore suo amico: un giorno nell'atelier vede Mira, una bella modella, che lo affascina. Comincia a circondare di attenzioni la ragazza fino a giungere di chiederle la mano. Suo padre capita nello studio proprio quando lui fa la sua dichiarazione: il vecchio è sconvolto ed esprime duramente la sua disapprovazione. Ma Ralph non ritorna sui suoi passi e sposa la ragazza. Da quel momento, abbandonato dal padre, inizia la sua caduta. Il nuovo ambiente, sregolato e bohemien, lo induce a vivere senza freni e lui, ben presto, diventa un alcolizzato. La moglie, fedele e paziente, cerca di allevare dignitosamente il loro bambino. Ma, ammalata e abbandonata dal marito, si rende conto che il piccolo andrà, dopo la sua morte, a finire in un istituto. Scrive allora una lettera al vecchio Bedford, chiedendogli di prendersi cura lui del bambino. Il nonno, scosso da quelle righe, acconsente e adotta il ragazzo che riempirà, con la sua presenza, il vuoto lasciato da Ralph.
Passano gli anni. Il nipote è diventato un giovanotto che va all'università. Anche lui, come prima il padre, il giorno della laurea viene accolto nel Club. Durante i festeggiamenti i giovani vedono alla finestra il volto di un barbone che li fissa. Divertiti lo portano all'interno, ma qui l'uomo è preso dall'orrore, riconoscendo la stanza come la stessa nella quale vent'anni prima ha festeggiata la sua, di laurea. Vede anche il suo boccale. Ma appena sta per prenderlo uno dei ragazzi glielo impedisce dicendogli che apparteneva a suo padre. L'uomo, allora, si rende conto che quello è suo figlio. Ha un colpo ma non il coraggio di rivelare la sua identità. Quando però arriva il vecchio Bedford, Ralph viene riconosciuto. Chiede allora di bere dal proprio boccale e poi, per l'emozione, cade morto.

## Produzione
Il film fu prodotto dalla Biograph Company

## Distribuzione
Distribuito dalla Biograph Company, il film - un cortometraggio in una bobina - uscì nelle sale cinematografiche statunitensi il 16 giugno 1910.